# Fábrica de Helicópteros Mil de Moscou
A Fábrica de Helicópteros Mil de Moscou (em russo: Московский вертолётный завод им. М.Л. Миля) é uma empresa fabricante de helicópteros com sede em Tomilino, na Rússia.

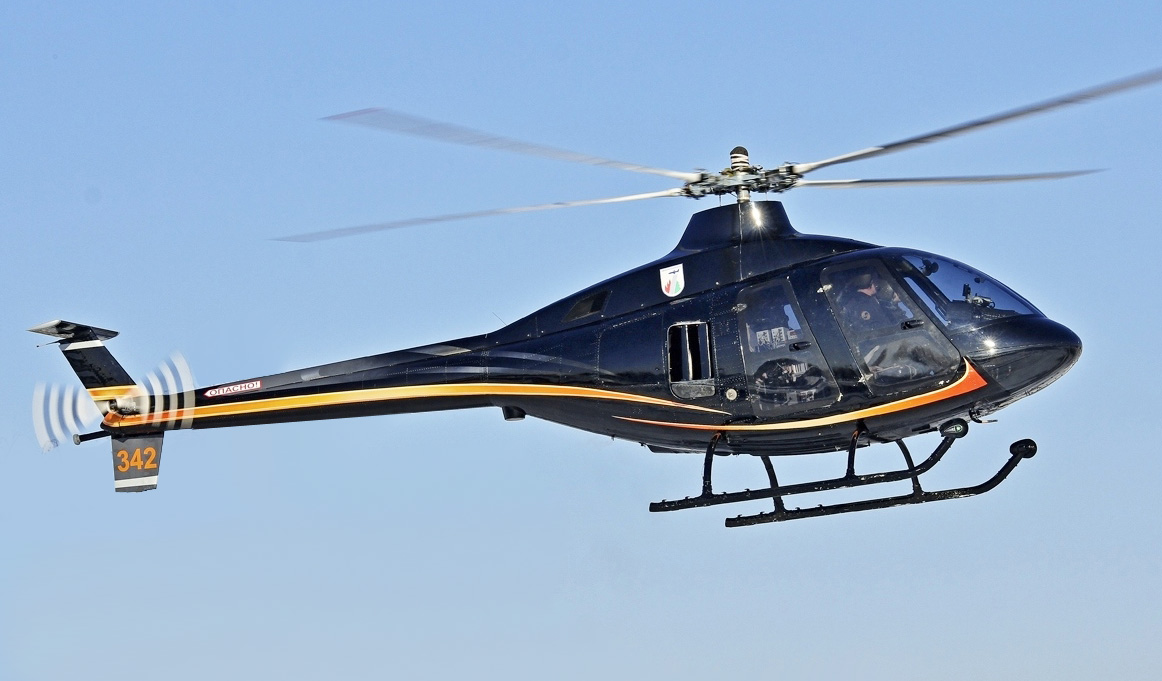
Helicóptero Mil Mi-34.

Foi criada em 1947 ainda na União Soviética sob o comando de Mikhail Mil, em 1967 começou a produção do Mil Mi-8, o mais produzido helicóptero soviético com mais de 17.000 unidades produzidas, já chegou a produzir cerca de noventa e cinco por cento dos helicópteros soviéticos, em 2006 se juntou à Kamov e a Rostvertol para formar a Russian Helicopters.